# Ray Patterson (cestista)
Raymond Albert Patterson jr., detto Ray (Lafayette, 15 gennaio 1922 – Sugar Land, 3 agosto 2011), è stato un cestista, allenatore di pallacanestro e dirigente sportivo statunitense, attivo nella NBA. Vinse l'NBA Executive of the Year Award al termine della stagione NBA 1976-77.

## Carriera
Fu general manager dei Milwaukee Bucks dal 19 maggio 1970 al 16 febbraio 1972, giorno in cui si trasferì agli Houston Rockets per ricoprire l'incarico di presidente e general manager. Rimase ai Rockets per 17 anni, fino all'11 settembre 1989. Vanta un titolo NBA, conquistato con i Bucks nel 1971.
Tra i trasferimenti più celebri voluti da Patterson ai Rockets figurano quelli di Moses Malone, Ralph Sampson, Hakeem Olajuwon, Elvin Hayes, Calvin Murphy, Rick Barry, Rudy Tomjanovich.
Prima della carriera dirigenziale aveva giocato a livello professionistico con i Midland Dow A.C.'s.

## Palmarès

### General Manager
- Campionato NBA: 1

Milwaukee Bucks: 1971